# 徳島県道29号徳島環状線
徳島県道29号徳島環状線（とくしまけんどう29ごう とくしまかんじょうせん）は、徳島都市圏の外縁部を通る県道（主要地方道）である。

## 概要

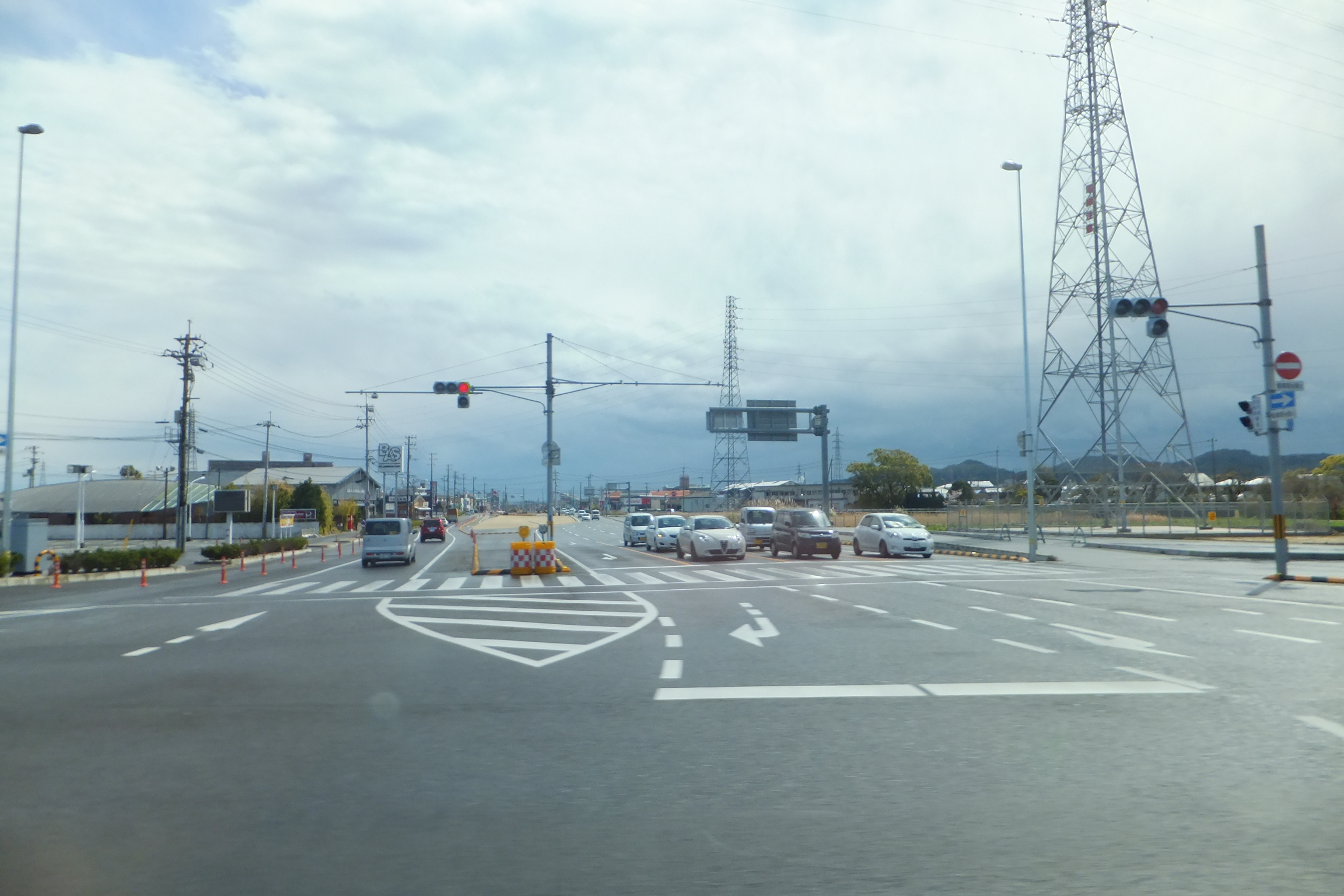
終点付近
徳島市八万町字大野で撮影

徳島西環状道路、徳島北環状道路および徳島東環状道路により構成され、国道192号の支線である徳島南環状道路とともに徳島環状道路を形成する。単に徳島環状線とも呼ばれる。現在、各道路ごとに建設が（新道）進んでいるが、建設予定区間、または開通区間の周辺に、開通前に暫定的に県道29号に指定された区間がいくつかあり（現道・旧道）、その区間については、路線名をイメージさせない、路地裏のような狭い道路もいくつか存在する。なお、末広大橋を含む旧末広有料道路の部分は大雨等の時に通行止めになる事前通行規制区間になっている。

### 路線データ
- 延長：現道32.230 km、旧道0.234 km、新道6.630 km（平成22年徳島県道路現況調書）
- 起点：徳島県徳島市国府町
- 終点：徳島県徳島市八万町大野

## 歴史
- 1959年1月31日 - 徳島県道86号吉成久木線が認定。[要出典]
- 1972年3月10日 - 徳島県道の再編により徳島県道222号吉成久木線として再認定、また211号津田安宅線が認定。[要出典]
- 1982年12月14日 - 吉成久木線が徳島県道29号徳島北環状線として認定。[要出典]
- 1993年（平成5年）5月11日 - 建設省から、県道徳島北環状線・県道富吉久木線の一部・県道古川長原港線の一部・県道沖ノ洲徳島本町線の一部・県道津田安宅線・県道鮎喰新浜線の一部が徳島環状線として主要地方道に指定される[1]。
- 1994年4月1日 - 29号と211号を統合、新たに29号徳島環状線として認定される。[要出典]
- 2021年3月20日 - 新浜八万工区が開通[2]。

## 路線状況

### 主な橋梁
- 北島応神橋（今切川）
- 鯛浜橋（今切川） - 旧道と徳島県道39号徳島鳴門線との重複区間。
- 共栄橋（今切川）
- 阿波十郎兵衛橋（宮島江湖川）
- 阿波しらさぎ大橋（吉野川）
- 双住下橋（住吉島川）
- 双住上橋（住吉島川）
- 福島橋（助任川） - 旧道と徳島県道38号沖ノ洲徳島本町線との重複区間。
- 末広大橋（新町川）
- 下大野橋（千切山川） - 徳島県道203号鮎喰新浜線との重複区間。
- 上大野橋（新川） - 徳島県道203号鮎喰新浜線との重複区間。

（起点である西側から時計回りに記載）

## 地理

### 通過する自治体
- 徳島市
- 板野郡藍住町
- 徳島市
- 板野郡北島町
- 徳島市

（起点である西側から時計回りに記載）

### 交差する道路
- 国道192号（国道318号重複）（徳島市国府町、起点）
- 徳島県道123号神山国府線☆
- 徳島県道152号府中停車場線（徳島県道232号平島国府線重複）☆
- 徳島県道232号平島国府線※
- 徳島県道30号徳島鴨島線
- 徳島県道205号西黒田府中線☆（一部区間重複）
- 徳島県道15号徳島吉野線☆
- 徳島県道137号土成徳島線☆
- 徳島県道1号徳島引田線
- 徳島県道225号檜藍住線
- 徳島県道41号徳島北灘線
- 徳島県道121号藍住吉成停車場線☆（一部区間重複）
- 徳島県道302号鯛浜中村線
- 徳島県道221号富吉久木線☆（一部区間重複）
- 徳島県道39号徳島鳴門線（現道は一部区間重複）
- 徳島県道220号川内大代線
- 国道11号 吉野川バイパス（国道28号重複）（徳島市川内町大松大松・川内町交差点）【北緯34度6分59.8秒 東経134度34分41.0秒 / 北緯34.116611度 東経134.578056度】
- 徳島県道219号古川長原港線（旧道は一部区間重複）
- 徳島県道401号鳴門徳島自転車道線（一部区間重複）
- 徳島県道189号沖ノ洲埠頭線※
- 国道192号（国道318号、国道438号、国道439号重複）☆
- 徳島県道38号沖ノ洲徳島本町線（現道は一部区間重複）
- 徳島県道120号徳島小松島線
- 国道55号（国道195号重複、徳島南バイパス）
- 徳島県道203号鮎喰新浜線（一部区間重複）

（起点である西側から時計回りに記載。無印は新道・現道共に交差･接続、※は新道のみ、☆は現道のみ交差、接続。）

## ギャラリー

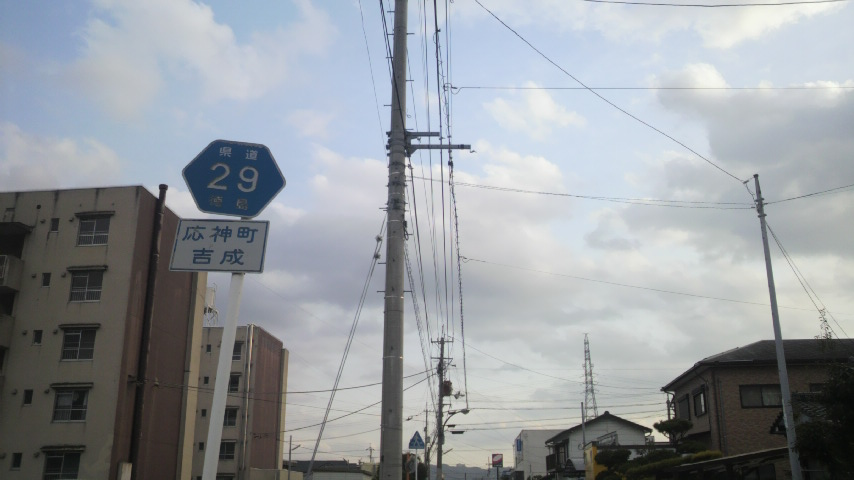
県道標識（徳島市応神町吉成七丁原）
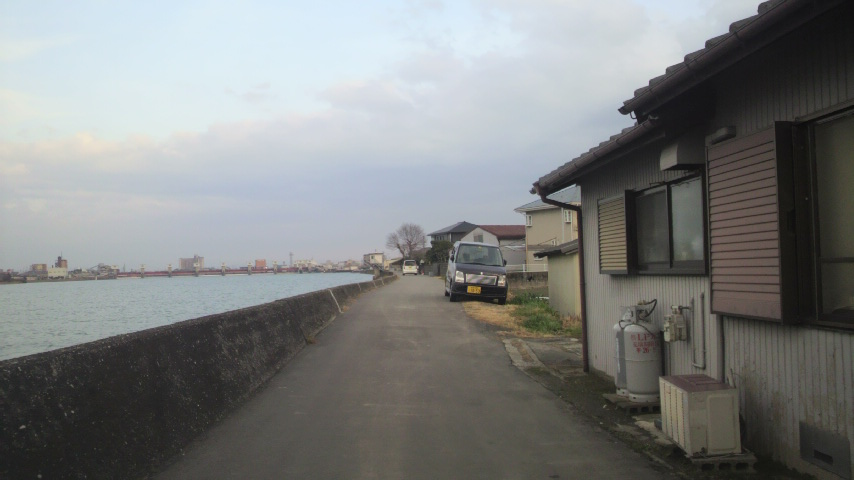
現道（徳島市応神町古川高良）
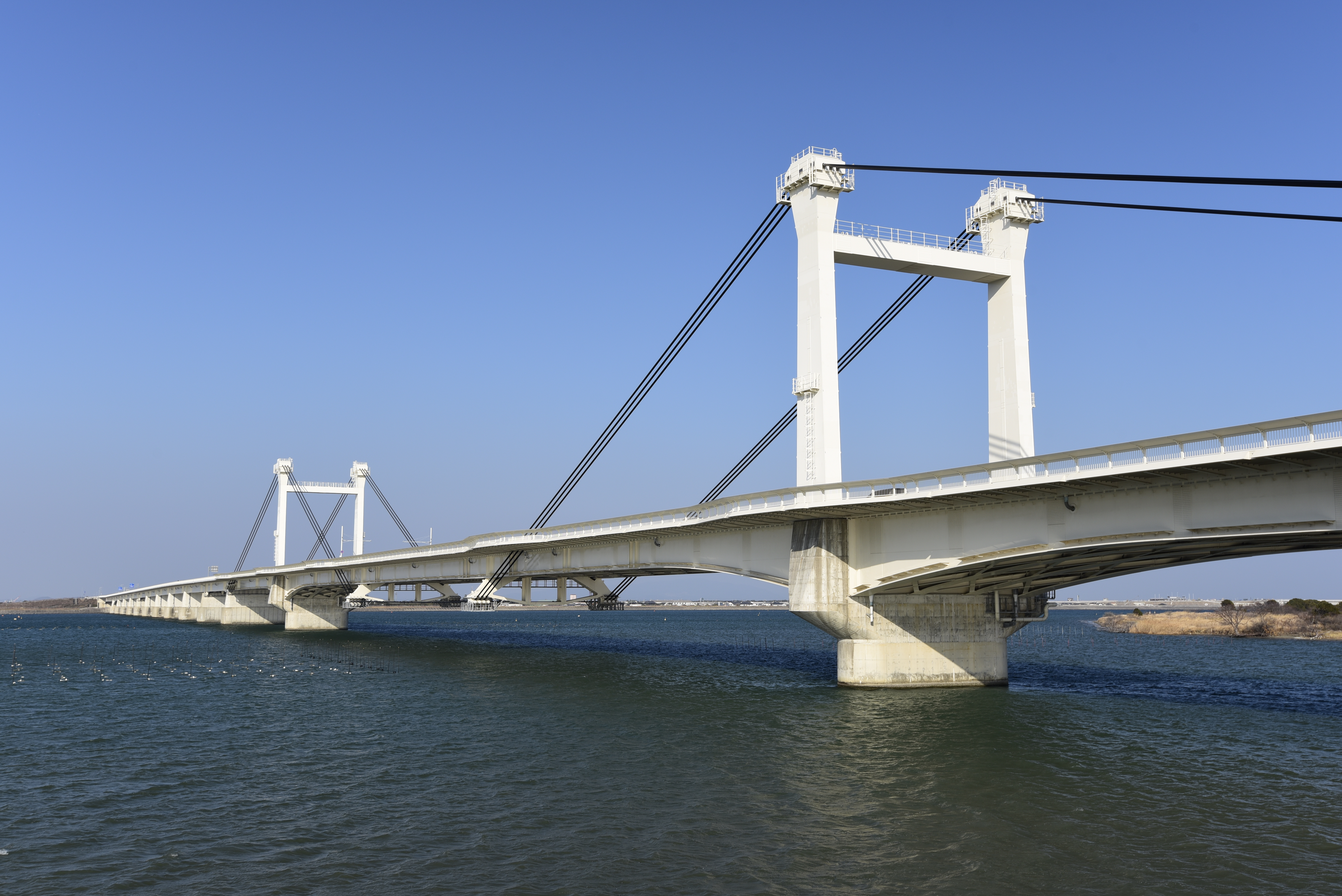
阿波しらさぎ大橋
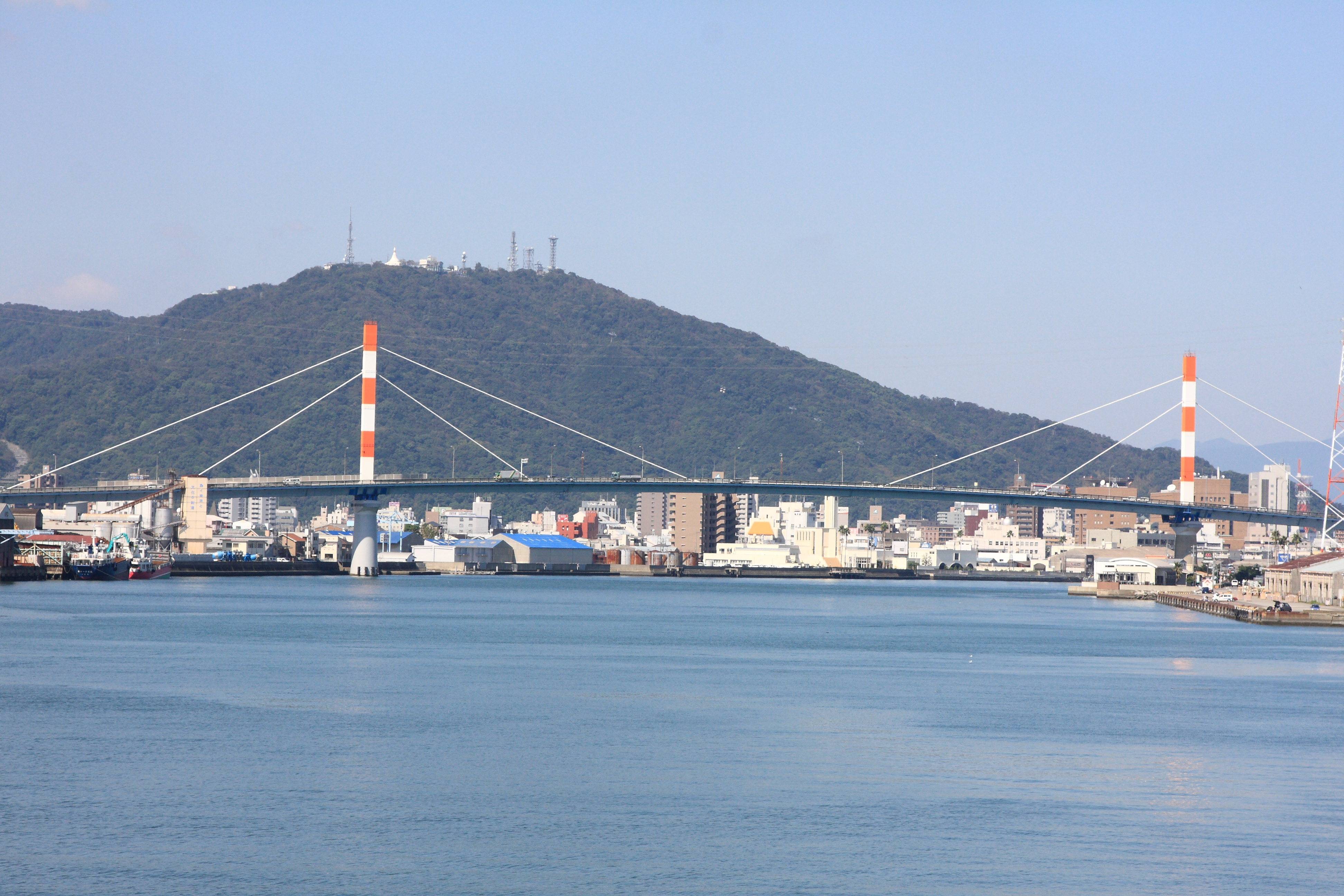
末広大橋

## 関連記事
- 徳島県の県道一覧
- 都市計画道路
- 環状道路